# Distrito de Pocohuanca
El Distrito de Pocohuanca es uno de los 17 distritos de la Provincia de Aymaraes  ubicada en el departamento de Apurímac, bajo la administración del Gobierno regional de Apurímac, en el sur del Perú.
Desde el punto de vista jerárquico de la Iglesia católica forma parte de la Diócesis de Abancay la cual, a su vez, pertenece a la Arquidiócesis de Cusco.

## Historia
El distrito fue creado mediante Ley No.11627 del 8 de octubre de 1951, durante el gobierno del presidente Manuel Odría.

## Autoridades

### Municipales
- 2023-2026[4]
  - Alcalde: GREGORIO ANAMARIA HUAYHUA, del Movimiento Regional hatariy Apurimac.
  - Regidores:

  1. BERTHA CAVERO SORIA (Movimiento Regional hatariy Apurimac)
  2. ADELAIDA MERINO VILLAFUERTE (Movimiento Regional hatariy Apurimac)
  3. DALMER QUIROZ CARDENAS (Movimiento Regional hatariy Apurimac)
  4. MICHAEL AMPUERO CASTAÑEDA (Movimiento hatariy Apurimac)
  5. ANITA HUAMANI CALLALLI (Alianza para el Progreso)

## Festividades
- Febrero: Carnavales.
- Mayo 1: Patron San Felipe.
- Julio 16: Virgen del Carmen
- Julio 25: Patron Santiago.
- Diciembre 15: Virgen Inmaculada Concepcion.
- Diciembre 25: Navidad.